# Canoagem nos Jogos Pan-Americanos de 2019 - C-2 500 m feminino
A competição do C-2 500 metros feminino foi um dos eventos da canoagem nos Jogos Pan-Americanos de 2019. Foi disputada no Parque Natural Albúfera de Medio Mundo, em Huacho, no Peru no dia 29 de julho.

## Calendário
Horário local (UTC-5).
| Data        | Horário | Fase  |
| ----------- | ------- | ----- |
| 29 de julho | 11:45   | Final |

## Medalhistas
| Ouro   | CUB Mayvihanet Borges e Katherin Nuevo        |
| Prata  | CHI Karen Roco e María Mailliard              |
| Bronze | CAN Anne Lavoie-Parent e Rowan Hardy-Kavanagh |

## Resultado final
A prova foi realizada dia 29 de julho às 11:45. 
| Pos.              | Canoísta                                | País         | Tempo    |
| ----------------- | --------------------------------------- | ------------ | -------- |
| Medalha de ouro   | Mayvihanet Borges Katherin Nuevo        | CUB Cuba     | 1:56.661 |
| Medalha de prata  | Karen Roco María Mailliard              | CHI Chile    | 1:59.158 |
| Medalha de bronze | Anne Lavoie-Parent Rowan Hardy-Kavanagh | CAN Canadá   | 2:02.216 |
| 4                 | Angela Silva Andrea Santos              | BRA Brasil   | 2:08.178 |
| 5                 | Stephanie Rodríguez Ada González        | MEX México   | 2:10.071 |
| 6                 | Leydy Daza Manuela Gomez                | COL Colômbia | 2:12.548 |